# Brierley
Brierley – miasto w Anglii, w hrabstwie ceremonialnym South Yorkshire, w dystrykcie metropolitalnym Barnsley. Leży 24 km na północ od miasta Sheffield i 247 km na północ od Londynu. W 2001 miejscowość liczyła 4100 mieszkańców.